# Дензіл Гаосеб
Дензіл Гаосеб (англ. Denzil Haoseb, нар. 25 лютого 1991, Гобабіс) — намібійський футболіст, захисник клубу «Орландо Пайретс» (Віндгук).
Виступав, зокрема, за клуб «Блек Африка», а також національну збірну Намібії.

## Клубна кар'єра
У дорослому футболі дебютував 2010 року виступами за команду «Блек Африка», в якій провів шість сезонів. 
Згодом з 2016 по 2021 рік грав у складі команд «Джомо Космос», «Хайлендс Парк» та «Полокване Сіті».
До складу клубу «Орландо Пайретс» (Віндгук) приєднався 2021 року. 

## Виступи за збірну
У 2014 році дебютував в офіційних матчах у складі національної збірної Намібії.
У складі збірної був учасником Кубка африканських націй 2019 року в Єгипті.
| Дата       | Місто        | Господарі        | Результат | Гості            | Турнір                                  | Голи | Примітки |
| ---------- | ------------ | ---------------- | --------- | ---------------- | --------------------------------------- | ---- | -------- |
| 13-11-2019 | Віндгук      | Намібія          | 2 – 1     | Чад              | Відбір до Кубка африканських націй 2021 | -    |          |
| 17-11-2019 | Конакрі      | Гвінея           | 2 – 0     | Намібія          | Відбір до Кубка африканських націй 2021 | -    |          |
| 13-11-2020 | Бамако       | Малі             | 1 – 0     | Намібія          | Відбір до Кубка африканських націй 2021 | -    |          |
| 17-11-2020 | Віндгук      | Намібія          | 1 – 2     | Малі             | Відбір до Кубка африканських націй 2021 | -    |          |
| 28-03-2021 | Віндгук      | Намібія          | 2 – 1     | Гвінея           | Відбір до Кубка африканських націй 2021 | -    | 90+1'    |
| 07-07-2021 | Гебеха       | Сенегал          | 1 – 2     | Намібія          | COSAFA Cup 2021 - 1-й етап              | -    |          |
| 11-07-2021 | Гебеха       | Намібія          | 2 – 0     | Зімбабве         | COSAFA Cup 2021 - 1-й етап              | -    | 87'      |
| 14-07-2021 | Гебеха       | Мозамбік         | 1 – 0     | Намібія          | COSAFA Cup 2021 - 1-й етап              | -    |          |
| 02-09-2021 | Йоганнесбург | Намібія          | 1 – 1     | Республіка Конго | Відбір до ЧС 2022                       | -    |          |
| 05-09-2021 | Ломе         | Того             | 0 – 1     | Намібія          | Відбір до ЧС 2022                       | -    |          |
| 09-10-2021 | Тієс         | Сенегал          | 4 – 1     | Намібія          | Відбір до ЧС 2022                       | -    | 81'      |
| 12-10-2021 | Йоганнесбург | Намібія          | 1 – 3     | Сенегал          | Відбір до ЧС 2022                       | -    |          |
| 11-11-2021 | Браззавіль   | Республіка Конго | 1 – 1     | Намібія          | Відбір до ЧС 2022                       | -    |          |
| 15-11-2021 | Йоганнесбург | Намібія          | 0 – 1     | Того             | Відбір до ЧС 2022                       | -    |          |
| 4-6-2022   | Йоганнесбург | Намібія          | 1 – 1     | Бурунді          | Відбір до Кубка африканських націй 2023 | -    |          |
| 12-7-2022  | Дурбан       | Мадагаскар       | 0 – 2     | Намібія          | COSAFA Cup 2022 - чвертьфінал           | -    | кап.     |
| 15-7-2022  | Дурбан       | Намібія          | 1 – 0     | Мозамбік         | COSAFA Cup 2022 - півфінал              | -    |          |
| 17-7-2022  | Дурбан       | Намібія          | 0 – 1     | Замбія           | COSAFA Cup 2022 - Фінал                 | -    |          |
| 24-3-2023  | Яунде        | Камерун          | 1 – 1     | Намібія          | Відбір до Кубка африканських націй 2023 | -    | 75'      |
| 28-3-2023  | Йоганнесбург | Намібія          | 2 – 1     | Камерун          | Відбір до Кубка африканських націй 2023 | -    |          |
| 20-6-2023  | Дар-ес-Салам | Бурунді          | 3 – 2     | Намібія          | Відбір до Кубка африканських націй 2023 | -    | 28'      |
| Усього     |              | Матчів           | 21        |                  | Голів                                   | 0    |          |